# 한국남동발전
한국남동발전(주)(Korea South-East Power Co.Ltd.)는 정부의 전력산업 구조개편 계획에 따라 2001년 4월 2일 한국전력공사에서 발전부문이 분리되어 출범한 발전 전문회사이다. 한국남동발전은 현재 경남 고성의 삼천포화력을 비롯하여 대한민국 최초의 80만kW급 발전소인 인천 옹진의 영흥화력, 경기 성남의 분당복합화력, 강원 강릉의 영동화력, 전남 여수의 여수화력 등 5개 발전소 8375.2MW의 설비를 보유하여 대한민국 총 발전설비의 10.6%를 차지하고 있다. 본사는 경상남도 진주시 사들로123번길 32에 위치하고 있다.

## 연혁
- 1915년 9월: 경성전기주식회사
- 1943년 8월: 조선전업주식회사
- 1946년 5월: 남선전기주식회사
- 1961년 7월 1일: 한국전력주식회사 출범(경성전기, 조선전업, 남선전기 통합)
- 1982년 1월 1일: 한국전력공사 출범
- 2001년 4월 2일: 한국남동발전㈜ 창립

## 역대 사장
- 윤행순 (2001~2004)
- 박희갑 (2004~2007)
- 곽영욱 (2007~2008)
- 장도수 (2008~2013)
- 허엽 (2013~2016)
- 장재원 (2016~2017)
- 손광식 사장대행 (2017~2018)
- 유향열 (2018~2021)
- 김회천 (2021~2024)
- 강기윤 (2024~ )

## 조직

### 사장
- 안전경영처
  - 안전총괄실
  - 산업안전부
  - 재난관리부
  - 안전품질부
- 상임감사위원
  - 감사실
    - 전략감사부
    - 성과감사부
    - 청렴감사부

#### 경영지원본부
- 기획처
  - 기획조정실
    - 전략기획담당
    - 커뮤티케이션담당

  - 재무개선실
    - 비상경영담당
    - 예산자금담당

  - 회계세무부
  - 성과혁신부
- 관리처
  - 인재개발부
  - 인사운영부
  - 노사협력실
  - 준법통제부
    - 법률지원담당
- 디지털융합처
  - ICT기획부
  - ICT운영부
  - 정보보안실
  - 비상계획부

#### 안전기술본부
- 발전처
  - 발전계획실
    - 전력거래담당

  - 발전운영부
  - 사업운영부
  - 연구기술부
- 건설처
  - 건설기획실
  - 기계기술부
  - 계전기술부
  - 토건기술부
- 녹색성장처
  - 기후변화대응부
  - 수소융합부
  - 환경기술부

#### 신사업본부
- 신재생에너지처
  - 신재생전략부
  - 신재생사업부
  - 해상풍력사업실
    - 풍력개발담당
    - 풍력사업담당
- 조달계약처
  - 연료조달부
  - 청정연료부
  - 연료사업부
  - 계약자재부
- 해외사업처
  - 해외총괄부
  - 해외신사업부
  - 출자사업실

## 사업소
- 영흥발전본부 - 인천광역시 옹진군 영흥면 영흥남로293번길 75
- 삼천포발전본부 - 경상남도 고성군 하이면 하이로 1
- 분당발전본부 - 경기도 성남시 분당구 분당로 336
- 영동발전본부 - 강원도 강릉시 강동면 염전길 99
- 여수발전본부 - 전라남도 여수시 여수산단로 727
- 고성발전본부 - 경상남도 고성군 하이면 하이로34
- 강릉발전본부 - 강원도 강릉시 강동면 안인리
- 동반상생처 - 경상남도 진주시 사들로123번길 32
- 기술지원처 -
- 신재생발전처 -